# Hôtel de ville d'Harcourt
L'hôtel de ville d'Harcourt est un édifice du Moyen Âge situé dans le département de l'Eure en Normandie. Utilisé comme halles pendant des siècles, ce bâtiment abrite, depuis 1848, la mairie d'Harcourt. Il fait l'objet d'une inscription  au titre des monuments historiques depuis le 29 mai 2001.

## Localisation
L'hôtel de ville d'Harcourt se situe sur le territoire de la commune d'Harcourt dans le Centre-ouest du département de l'Eure, au cœur de la région naturelle de la campagne du Neubourg. Il s'élève au milieu du bourg, sur la place du Général-Chrétien, à proximité de l'église Saint Ouen et de l'ancien hospice des Augustines.

## Historique
L'édifice est construit vers la fin du Moyen Âge (peut-être au XIIIe siècle). Connu sous le nom de "Petite halle", il appartient au domaine d'Harcourt.
En 1848, le bâtiment est acquis par la commune d'Harcourt afin d'y installer la mairie et divers équipements communaux. Plusieurs  transformations y sont alors apportées.

## Architecture
L'hôtel de ville s'élève sur deux niveaux : un rez-de-chaussée correspondant à l'espace public commercial (la halle) et un étage correspondant à l'ancien espace de réunion dit cohue (réservé à l'autorité communale). Construit en pan de bois, il est composé de sept travées à forts poteaux et il se distingue par la présence de deux fenêtres à meneaux, témoins de la construction datant de la fin du Moyen Âge.

## Protection
L'hôtel de ville en totalité, y compris son assise foncière,  fait l'objet d'une inscription au titre des Monuments historiques depuis le 29 mai 2001.